# درده (کرج)
درده (کرج) روستایی از توابع بخش آسارا شهرستان کرج در استان البرز ایران است. مردم درده تات هستند و به زبان تاتی سخن می‌رانند

## جمعیت
این روستا در دهستان آسارا قرار دارد و براساس سرشماری مرکز آمار ایران در سال ۱۳۹۵، جمعیت آن۱۸۴  نفر (۷۹خانوار) بوده‌است.